# Oecobius navus
Espèce
Synonymes
- Thalamia parietalis Hentz, 1850
- Oecobius ionicus O. Pickard-Cambridge, 1873
- Omanus maculatus Keyserling, 1891
- Hersiliola brachyplura Strand, 1913
- Hersiliola brachyplura demaculata Strand, 1914
- Oecobius hammondi Mello-Leitão, 1915
- Oecobius variabilis Mello-Leitão, 1917
- Oecobius fluminensis Mello-Leitão, 1917
- Oecobius keyserlingi Roewer, 1951
- Oecobius hortensis Lawrence, 1952
- Oecobius annulipes immaculatus Schmidt, 1956
- Oecobius annulipes hachijoensis Uyemura, 1965
- Oecobius trifidivulva Benoit, 1976

Oecobius navus est une espèce d'araignées aranéomorphes de la famille des Oecobiidae.

## Distribution
Cette espèce se rencontre originellement en Europe, en Afrique du Nord, en Turquie, en Israël, en Jordanie et en Iran.
Elle a été introduite en Chine, en Corée du Sud, au Japon, en Nouvelle-Zélande, en Afrique du Sud, en Amérique du Sud et en Amérique du Nord.

## Description

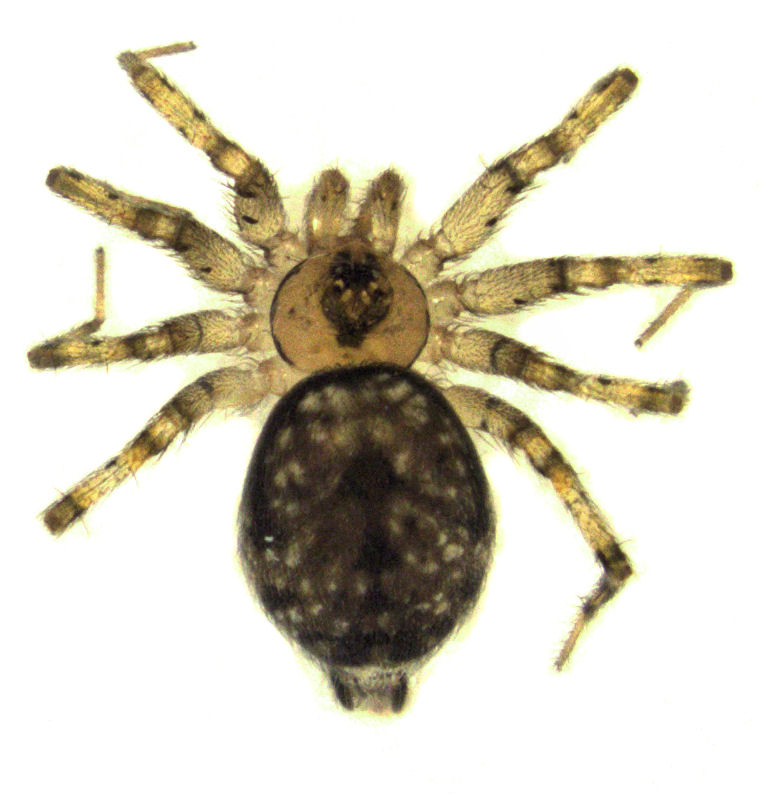
Oecobius navus

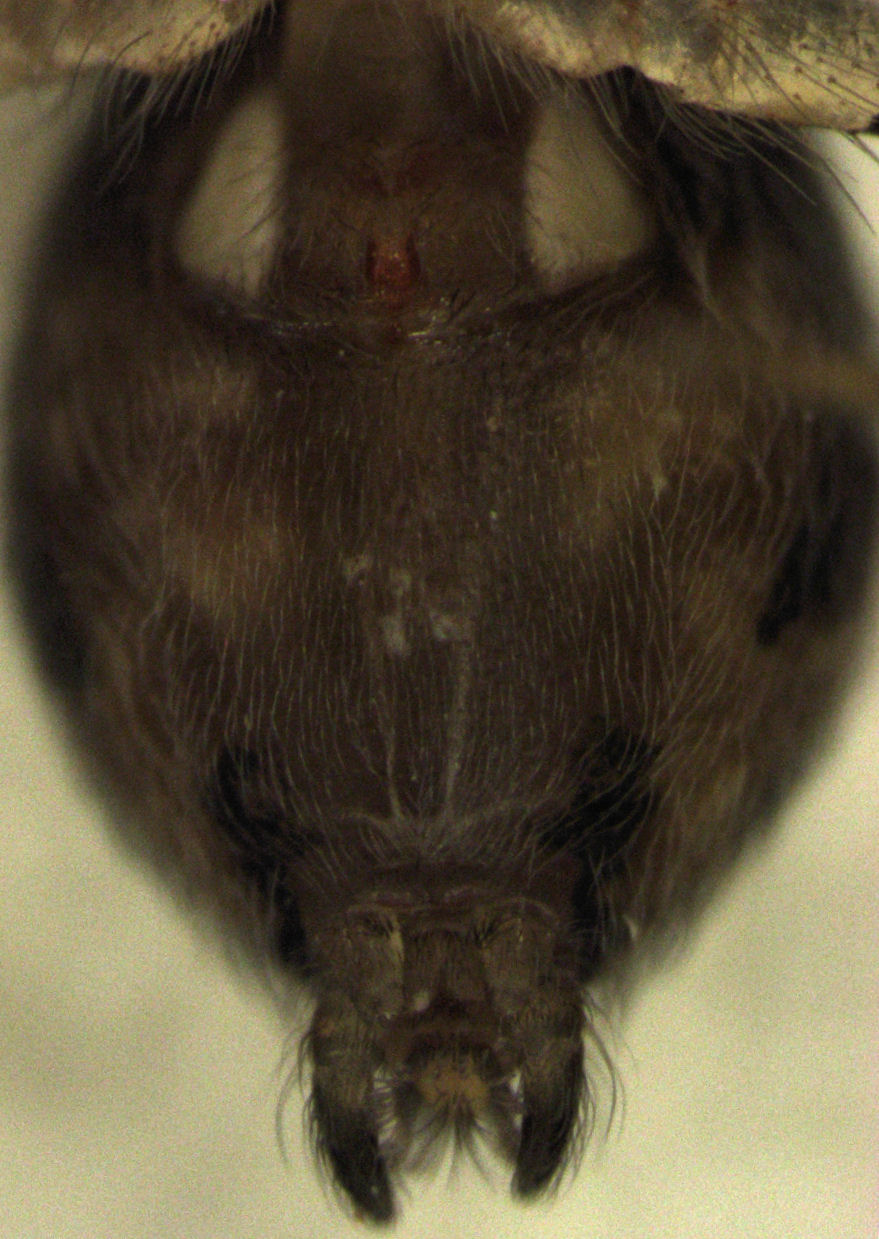
Oecobius navus ♀

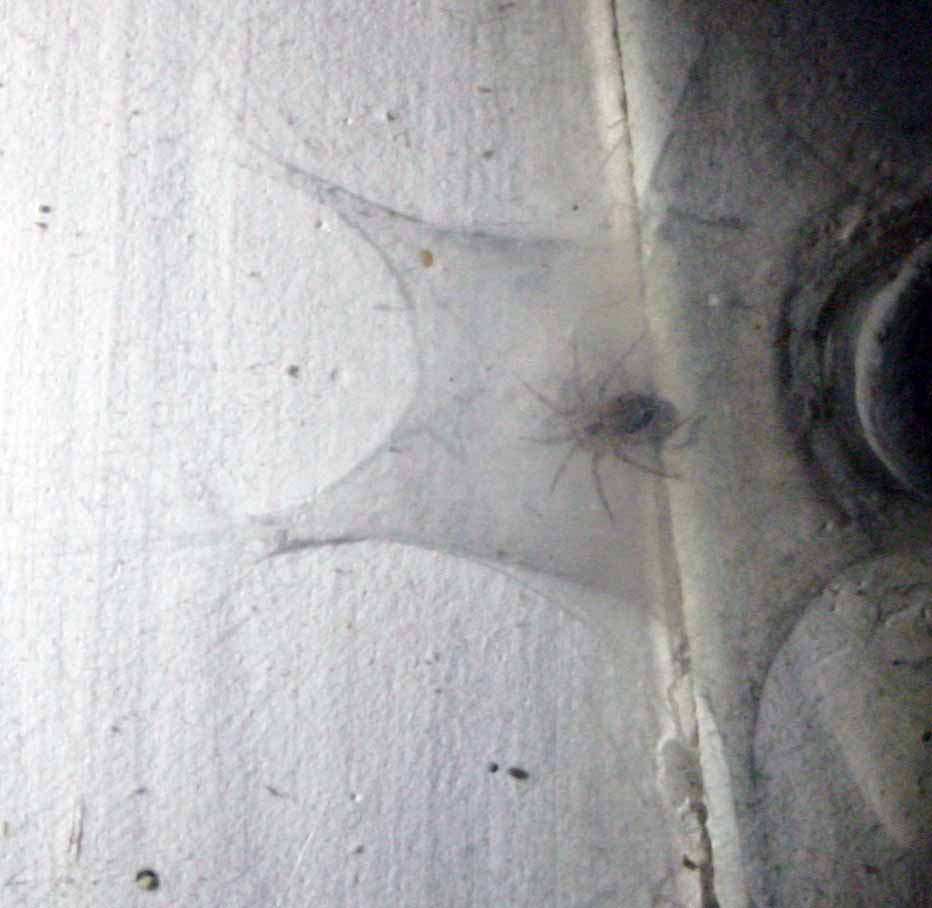
Oecobius navus et sa toile

Les mâles mesurent de 2,2 à 2,5 mm et les femelles de 2,2 à 2,5 mm.

## Systématique et taxinomie
Cette espèce a été décrite par Blackwall en 1859.
Omanus maculatus Keyserling, 1891, préoccupée par Oecobius maculatus Simon, 1870, remplacée par Oecobius keyserlingi, Oecobius variabilis  et Oecobius hammondi ont été placées en synonymie par Mello-Leitão en 1943.
Thalamia parietalis  et Oecobius hortensis ont été placées en synonymie par Lehtinen en 1967.
Oecobius annulipes immaculatus a été placée en synonymie par Shear et Benoit en 1974.
Oecobius ionicus a été placée en synonymie par Wunderlich en 1995.
Oecobius fluminensis et Oecobius trifidivulva ont été placées en synonymie par Santos et Gonzaga en 2003.
Oecobius navus hachijoensis a été placée en synonymie par Ono et Ogata en 2018.
Hersiliola brachyplura et Hersiliola brachyplura demaculata ont été placées en synonymie par Marusik et Zonstein en 2024.

## Publication originale
- Blackwall, 1859 : « Descriptions of newly discovered spiders captured by James Yate Johnson Esq., in the island of Madeira. » Annals and Magazine of Natural History, sér. 3, vol. 4, p. 255-267 (texte intégral).